# Jaczno (jezioro)
Jaczno – jezioro na Pojezierzu Wschodniosuwalskim, w gminie Wiżajny, powiat suwalski, województwo podlaskie.

## Opis
Długie i wąskie jezioro wytopiskowe, pod względem biologicznym silnie eutroficznym. Brzegi od północy i północnego zachodu są bardzo strome, porośnięte lasem świerkowo-sosnowym z dużą domieszką drzew liściastych.
Ma liczne zatoki i przewężenia, które dzielą się na wyraźne plosa: od północy Duży Plos, środkowy plos – Okrągiełek, oraz południowy z dwiema zatokami: Żołnierka i Staw. Woda jest czysta o charakterystycznym odcieniu zieleni. Taką barwę wody, niespotykaną na Suwalszczyźnie, jezioro zawdzięcza intensywnym rozwojem glonu Chlorella. Duże ilości glonów, występujące w tym jeziorze, opadając jesienią na dno powodują systematyczne podnoszenie się jego poziomu. Próba sondażu strefy dennej wykazała, że osady biogeniczne osiągnęły już grubość 20 m. Bogato rozwinięta roślinność występuje w całym pasie litoralu: trzcina pospolita, oczeret jeziorny, pałka, sitowie, tatarak. W zatokach stanowiska grążela żółtego oraz niektórych gatunków rdestnicy.
Jaczno to jezioro, w którym lód ustąpił znacznie później niż w okolicznych jeziorach. Jest od nich młodsze o kilka tysięcy lat. Obserwowane z wierzchołka okolicznego ozu (286 m), wydaje się bardzo nisko położone ze swoją wysokością lustra wody 163,9 m. Jest to osobliwość, ponieważ tak dużej deniwelacji nie spotyka się na Niżu Polskim.
Osobliwością nadjeziornej skarpy są tzw. wiszące torfowiska – zespół źródlisk torfowych występujących na stokach nachylonych pod kątem 40–45°. W sąsiedztwie przyczółka Jaczno rośnie najgrubszy jesion na Suwalszczyźnie o obwodzie 5,12 m.
Z południowego krańca jeziora wypływa rzeczka Jacznianka (Jaczniówka) łącząca Jaczno z jeziorem Kameduł.

## Turystyka
Wokół jeziora prowadzi siedmiokilometrowy szlak turystyczny. Trasa zaczyna się i kończy we wsi Smolniki, a cały szlak oznakowany jest kwadratem białego koloru z przekątnym żółtym pasem. 
1. Pierwszy przystanek stanowi punkt widokowy "U Pana Tadeusza" w Smolnikach na wysokości 225 m n.p.m. Z miejsca tego widać północno-wschodnią część parku (patrząc na południe), jeziora Kojle i Perty oraz Purwin. W oddali zobaczyć można góry: Jesionową, Cisową i Krzemieniuchę[3].
2. Przystanek drugi to "Brama" do Suwalskiego Parku Krajobrazowego w tej samej miejscowości. Jest tam stary cmentarz z drewnianą kapliczką z końca XVIII wieku[3].
3. Trzeci przystanek - punk widokowy "Na ozie" - południowe zakończenie ozu ograniczającego od strony zachodniej dolinę sandru smolnickiego, który urywa się ponad 50-metrową skarpą nad wytopiskiem jeziora Jaczno. Po prawej stronie rozciąga się głęboka dolina zwana Wilczym Jarem[3].
4. Przystanek czwarty - punkt widokowy "Panorama Smolnicka".
5. Przystanek piąty - wysięk źródliskowy, stanowisko skrzypu polnego[3].
6. Przystanek szósty - stary młyn w Jacznie. Jeden z dawnych pięciu młynów zlokalizowany na rzece Jacznówka, wypływającej z jeziora Jaczno i będącej jednym z sześciu dopływów Szeszupy[3].
7. Przystanek siódmy - bobrowe źródła, znajduje się na niewielkim zniesieniu, na wschód od plosa Staw. Część wody odpływa w kierunku północnym zasilając Jaczno, część strumykiem w kierunku południowym wpływając do Jacznówki, płynącej do jeziora Kameduł. Woda ma charakter mineralny siarkowo-żelazowy. W ciągu kilkunastu lat oba odpływy zostały zagospodarowane przez bobry. Odpływ w kierunku północnym został zablokowany przez dwie tamy spiętrzające wodę na poziomach o różnicy około 2 metrów. Odpływ południowy zaopatrzony został w tamę tworzącą zbiornik zarośnięty przez szuwary[3].
8. Przystanek ósmy - "Erozyjny Jar Strumienia". Jar powstał w wyniku działalności erozyjnej jednego z najsilniejszych bijących na południe od skrzyżowania w Smolnikach. Jego zbocza w niektórych miejscach są nachylone pod kątem ponad 70 stopni. Niżej jar rozszerza się tworząc głęboką dolinę. Strumyk na niewielkiej długości (ok. 500 metrów) osiąga prawie 60-metrowy spadek, co nadaje mu charakter górskiego potoku. Jest jednym z 12 potoków zasilających jezioro Jaczno i dających początek rzece Jacznówce[3].